# Daniel Chodowiecki

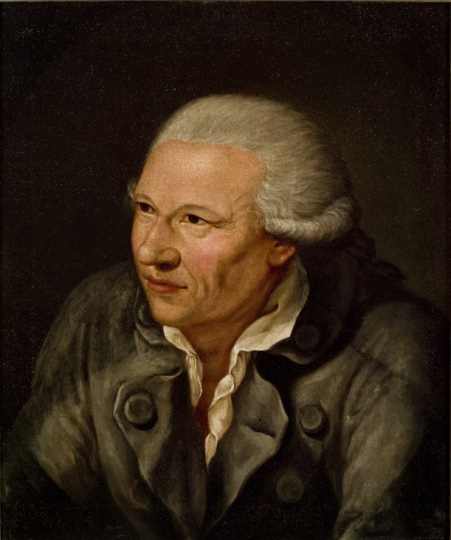
Daniel Chodowiecki (Ferdinand Collmann podle Johanna Christopha Frische, 1790)

Daniel Chodowiecki (16. října 1726, Gdaňsk, Polsko – 7. února 1801, Berlín, Prusko) byl německo-polský grafik a malíř, nejznámější autor leptů a ilustrátor 18. století v Německu.

## Život
Po matce Marii Henriettě Ayrerové pocházel z hugenotské rodiny žijící ve Švýcarsku, po otci Godfridovi Chodowieckém byl Polák se šlechtickým původem (z okolí velkopolského Hnězdna). Roku 1743 ho otec vyslal získat praxi v obchodování do Berlína k Danielovu strýci, který se staral o jeho umělecké vzdělání. S bratrem Gottfriedem se vyučil emailérství a roku 1754 se bratři Chodowiečtí osamostatnili jako malíři miniatur a emailéři.
V roce 1755 se oženil s Jeanne Barezovou (1726–1785), členkou francouzské kolonie v Berlíně. V letech 1761–1770 se v tomto manželství narodilo pět dětí, které později též nastoupily uměleckou dráhu. V roce 1764 byl Daniel Chodowiecki jmenován členem Královské pruské akademie umění a mechanických věd v Berlíně. Od roku 1782 se věnoval reformě Berlínské akademie a tyto reformy se mu podařilo prosadit v roce 1786. V roce 1790 se stal zástupcem ředitele a v roce 1797 ředitelem Akademie.

## Dílo
Daniel Chodowiecki se po tvorbě miniatur a emailérství postupně prosadil i jako grafik a ilustrátor. Známé jsou jeho scény z berlínské společnosti, ilustroval také velkou řadu knih včetně vědeckých.
Za svého života vytvořil, kromě obrazů a kreseb, přes 2 000 rytin. V roce dvoustého výročí narozenin uspořádala berlínská Akademie z jejich výběru rozsáhlou výstavu.

### Ilustrace knih v češtině
- Myšlenky, postřehy, nápady (autor Georg Christoph Lichtenberg, dobové rytiny Daniela Chodowieckého; Praha, Odeon, 1984)
- Aforismy, bonmoty a zlomky (autor Ivan Fontana; Praha, Vodnář, 2005)

## Galerie

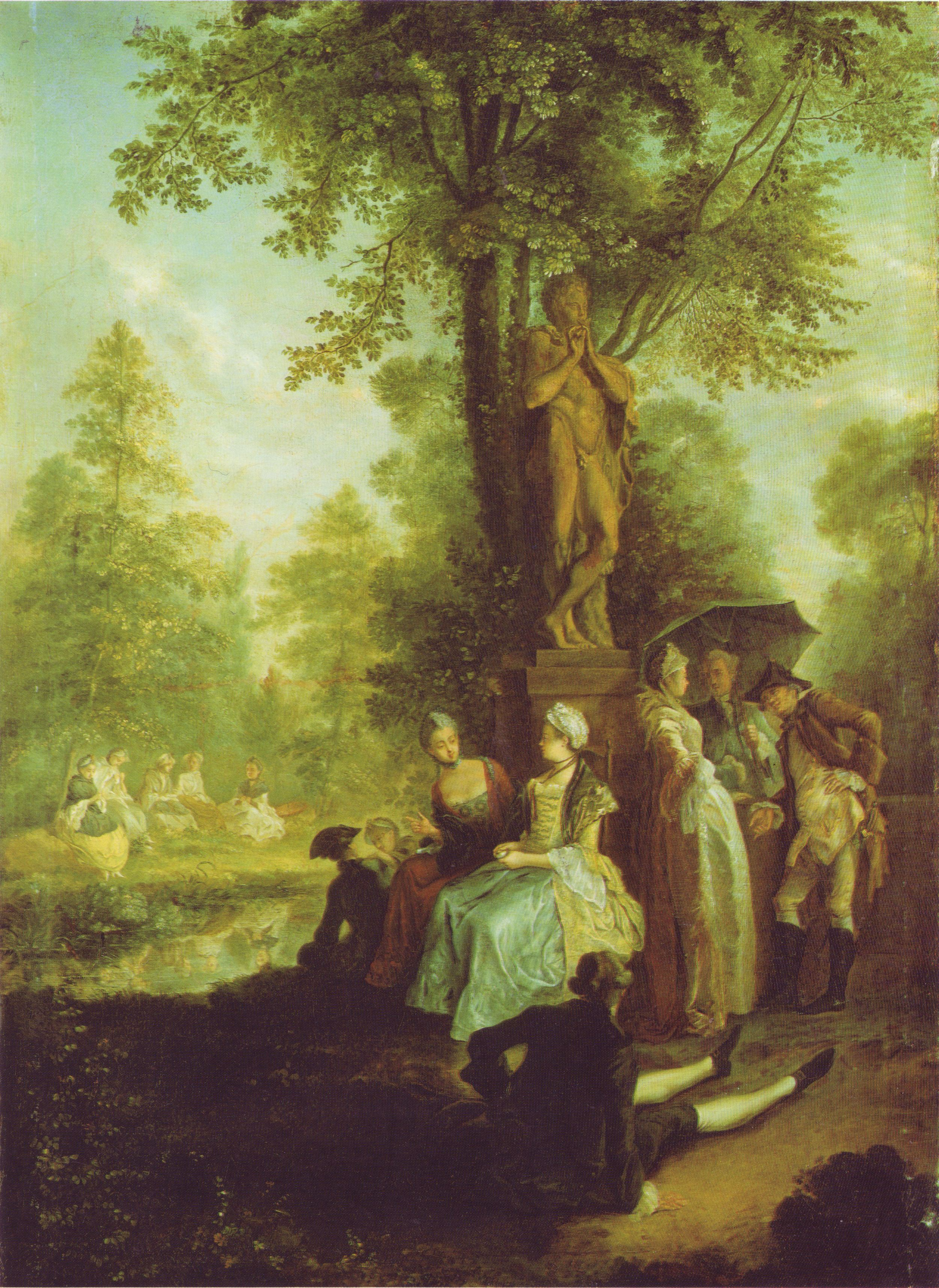
Společnost v parku Tiergarten (1780)
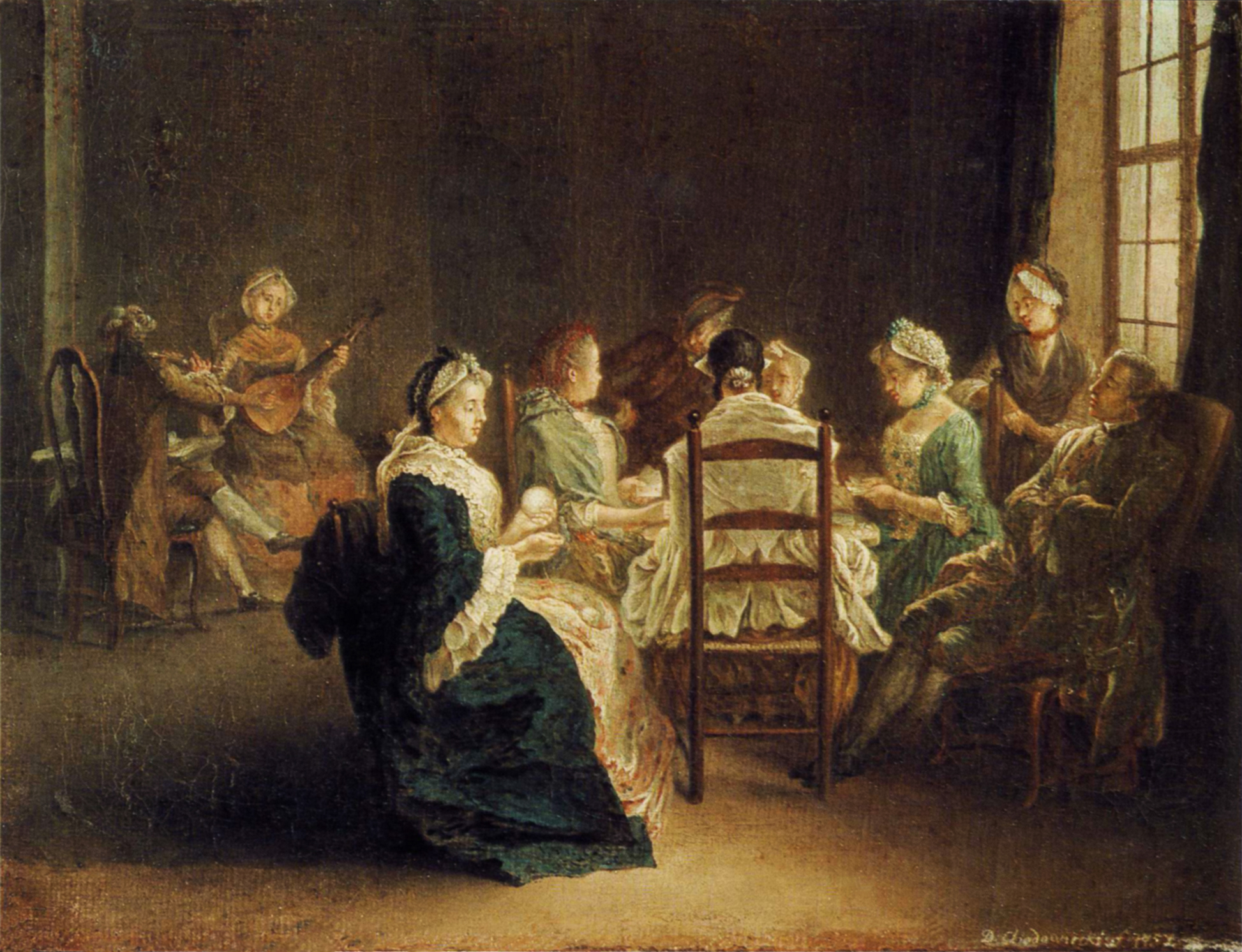
Společnost při hře v karty (1757)
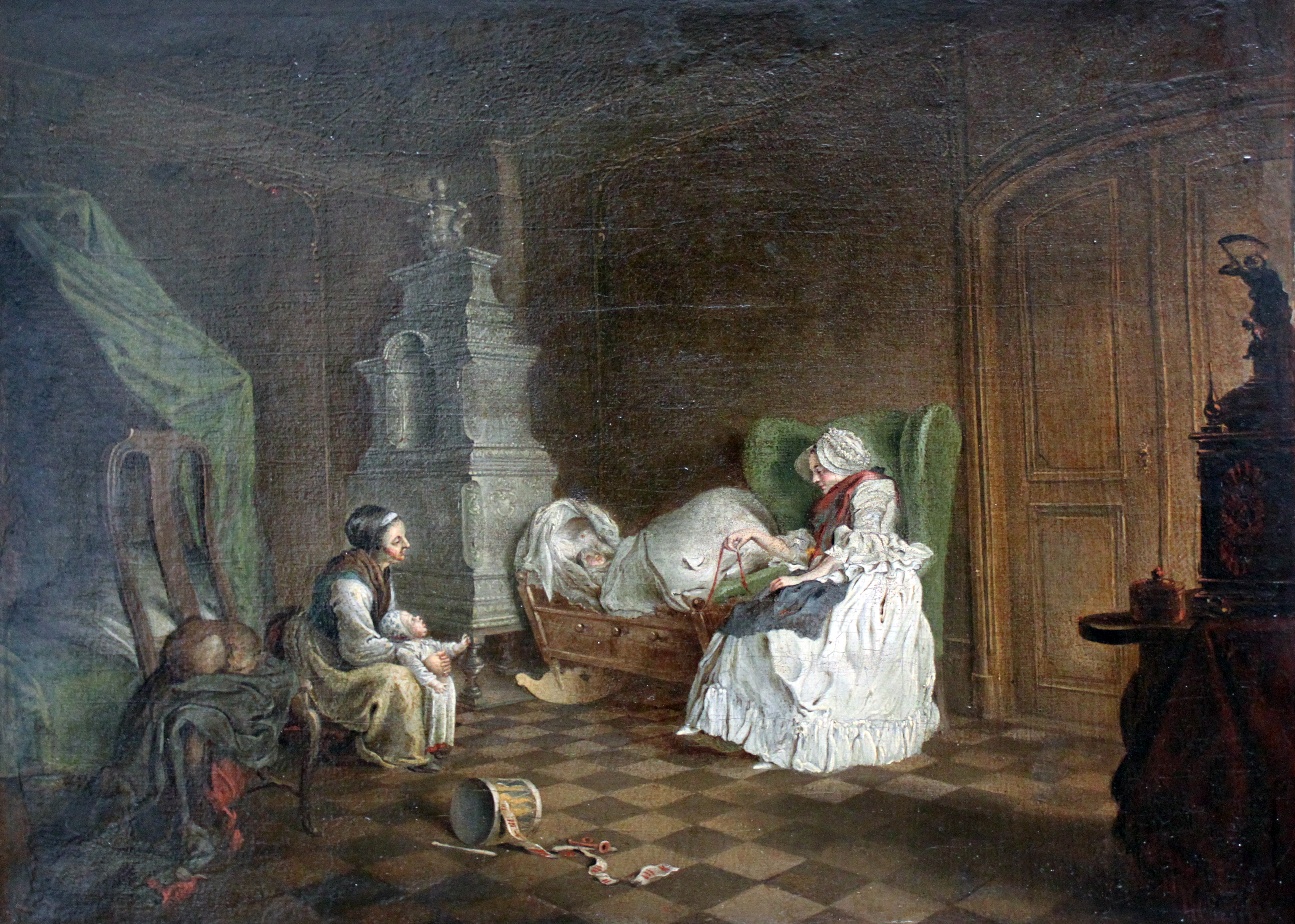
Rodinná scéna (1763)
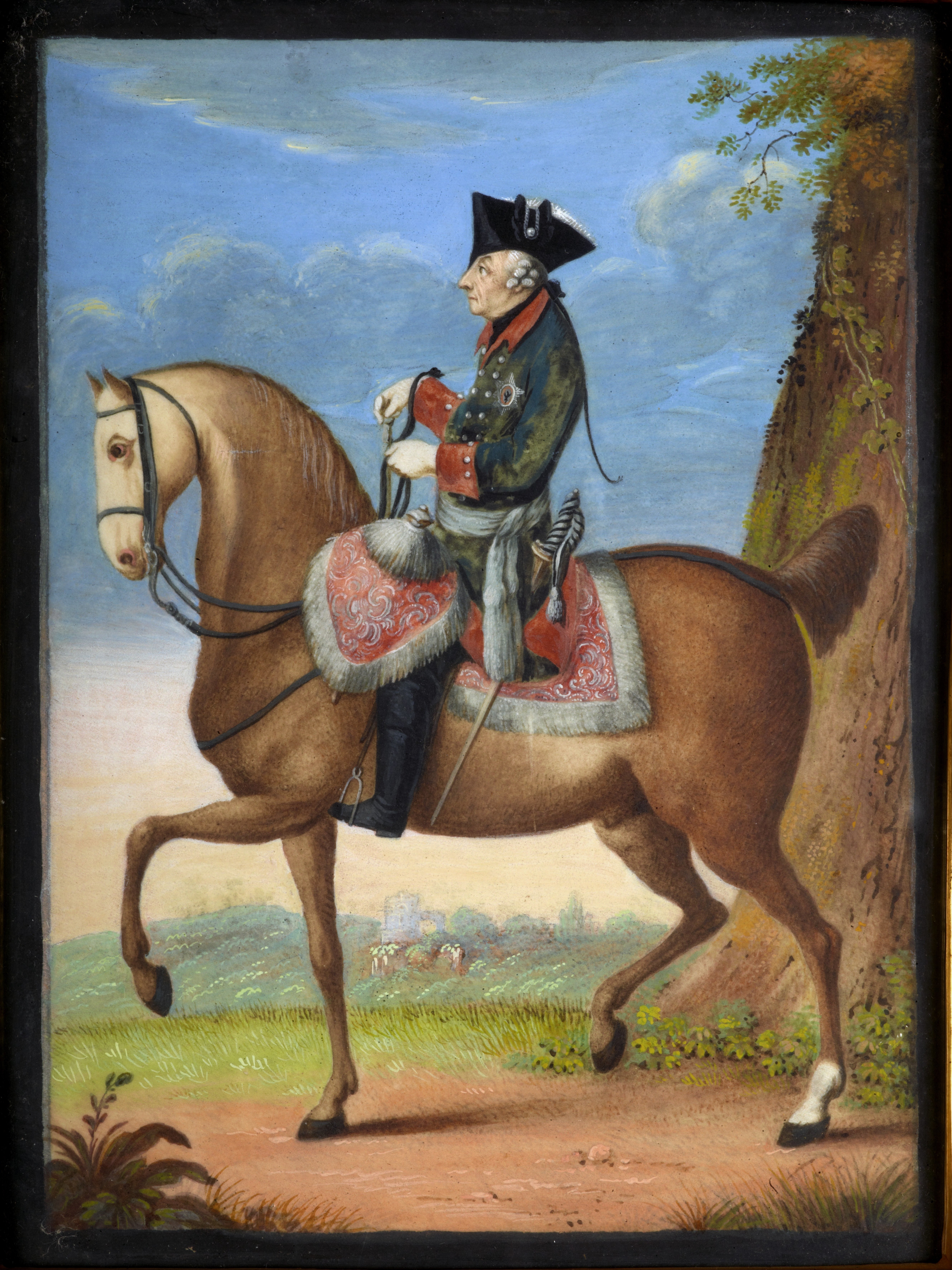
Bedřich Veliký na koni (1777)